# Piantagione

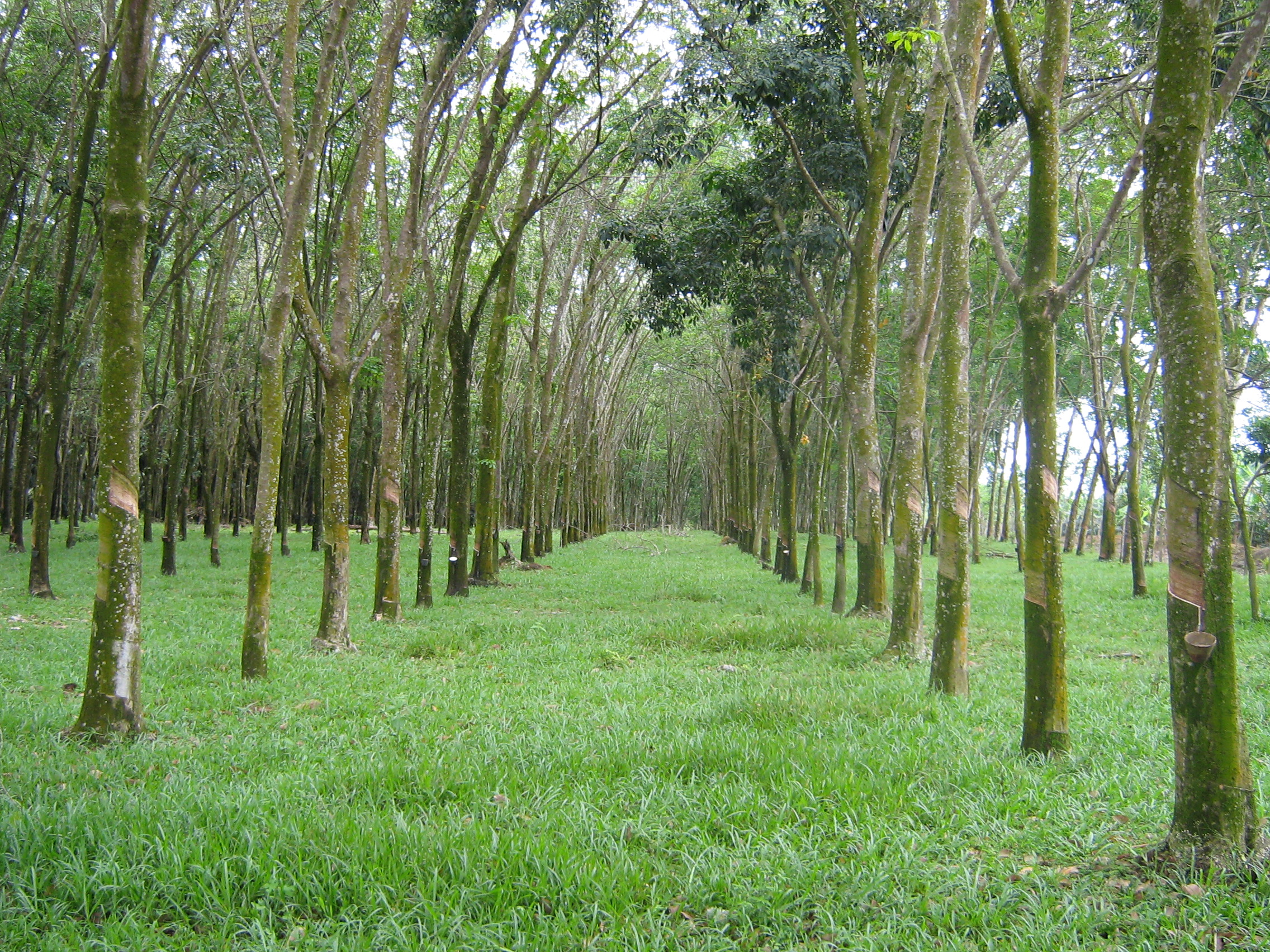
Una piantagione di albero della gomma in Malaysia.

Una piantagione è un'area agricola (e, per estensione, una impresa agricola) in monocoltura, di grandi dimensioni, con colture di grande valore economico, destinate alla vendita verso mercati lontani. La piantagione è spesso associata a certe colture come il cotone, la canna da zucchero, il caffè, il cacao, la banana, il tabacco, l'albero della gomma, l'ananas, l'aloe vera, il teck ecc.
Storicamente, gran parte delle piantagioni è stata coltivata da schiavi di origine africana e da servitori ingaggiati come mano d'opera. Le piantagioni sono state associate a grandi disparità di ricchezza, alle proprietà straniere e all'influenza politica.

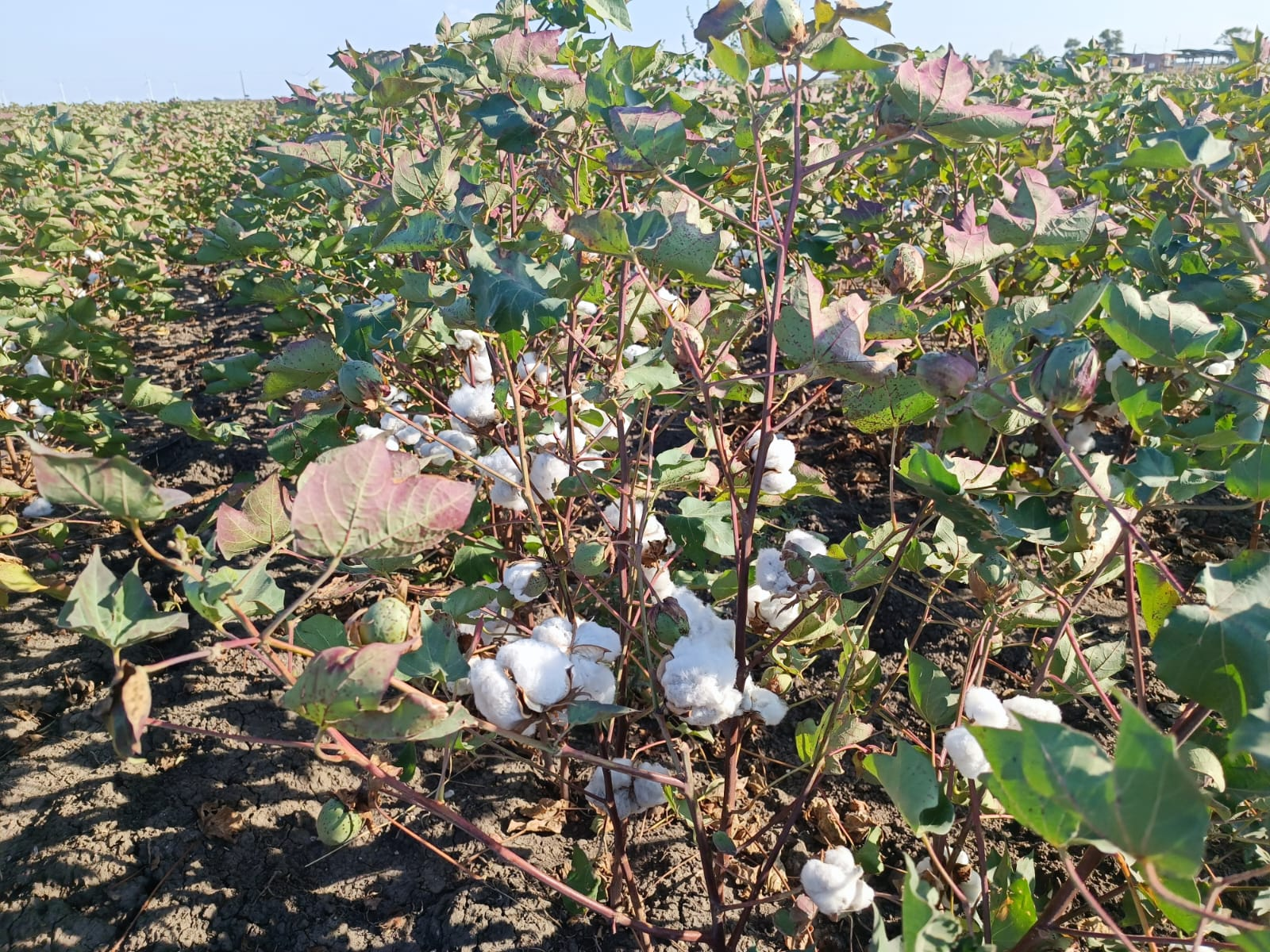
Piantagione di cotone

I primi esempi di piantagioni sono stati i latifondi dell'antichità, che hanno prodotto grandi quantità di vino e di olio d'oliva. Le piantagioni hanno visto il loro numero aumentare rapidamente per l'aumento del commercio internazionale e lo sviluppo di una economia mondiale, in seguito all'espansione degli Imperi coloniali europei. La mondializzazione è uno dei maggiori fattori.
Si usa il termine piantagione anche per parlare di silvicoltura.

## La schiavitù e le piantagioni

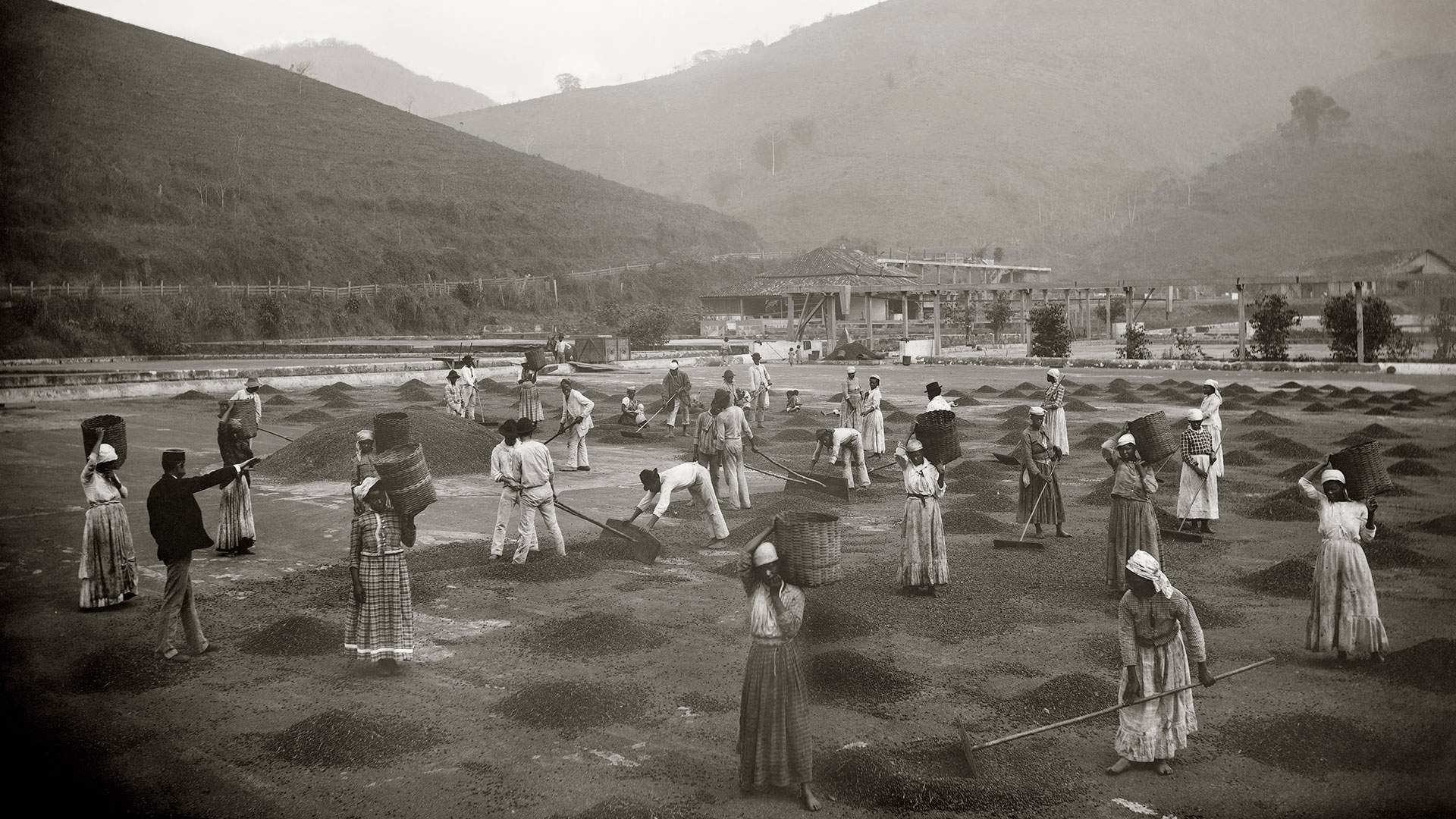
Raccolta di caffè con degli schiavi in Brasile nel 1882.

I bassi salari e una protezione sociale minima dei lavoratori delle piantagioni sono stati la base della profittabilità delle piantagioni.
Delle piantagioni che facevano uso massiccio di schiavi producevano canna da zucchero nei Caraibi e in Brasile.
Numerosissimi schiavi africani sono stati trasportati di forza per lavorare negli Stati del Sud degli Stati Uniti, nei Caraibi, in Brasile e nelle zone dell'Africa occupate dagli europei.
Negli Stati Uniti la schiavitù è stata praticata essenzialmente nelle piantagioni del tabacco e poi del cotone. La Virginia è famosa per aver avuto, prima della rivoluzione, tra i suoi rappresentanti, un numero importante di possessori di schiavi nelle piantagioni di tabacco.
Nel 1860, una famiglia su quattro era proprietaria di schiavi in Virginia. Le cifre seguenti sono ricavate dal censimento del 1860. 
- Numero di schiavi del Deep South : 2312352 (47 % della popolazione totale).
- Numero di schiavi nel Sud superiore : 1208758 (29 % della popolazione totale).
- Numero di schiavi negli Stati frontalieri : 432586 (13 % della popolazione totale).

Meno di un terzo delle famiglie del Sud possedeva degli schiavi all'apogeo della schiavitù prima della guerra di secessione americana. Nel Mississippi e nella Carolina del Sud, erano vicini alla metà.
Nella piantagione tipica vi erano più di 20 schiavi, il valore come capitale degli schiavi era superiore a quello delle terre sommato a quello degli utensili.

### Piantagioni di zucchero

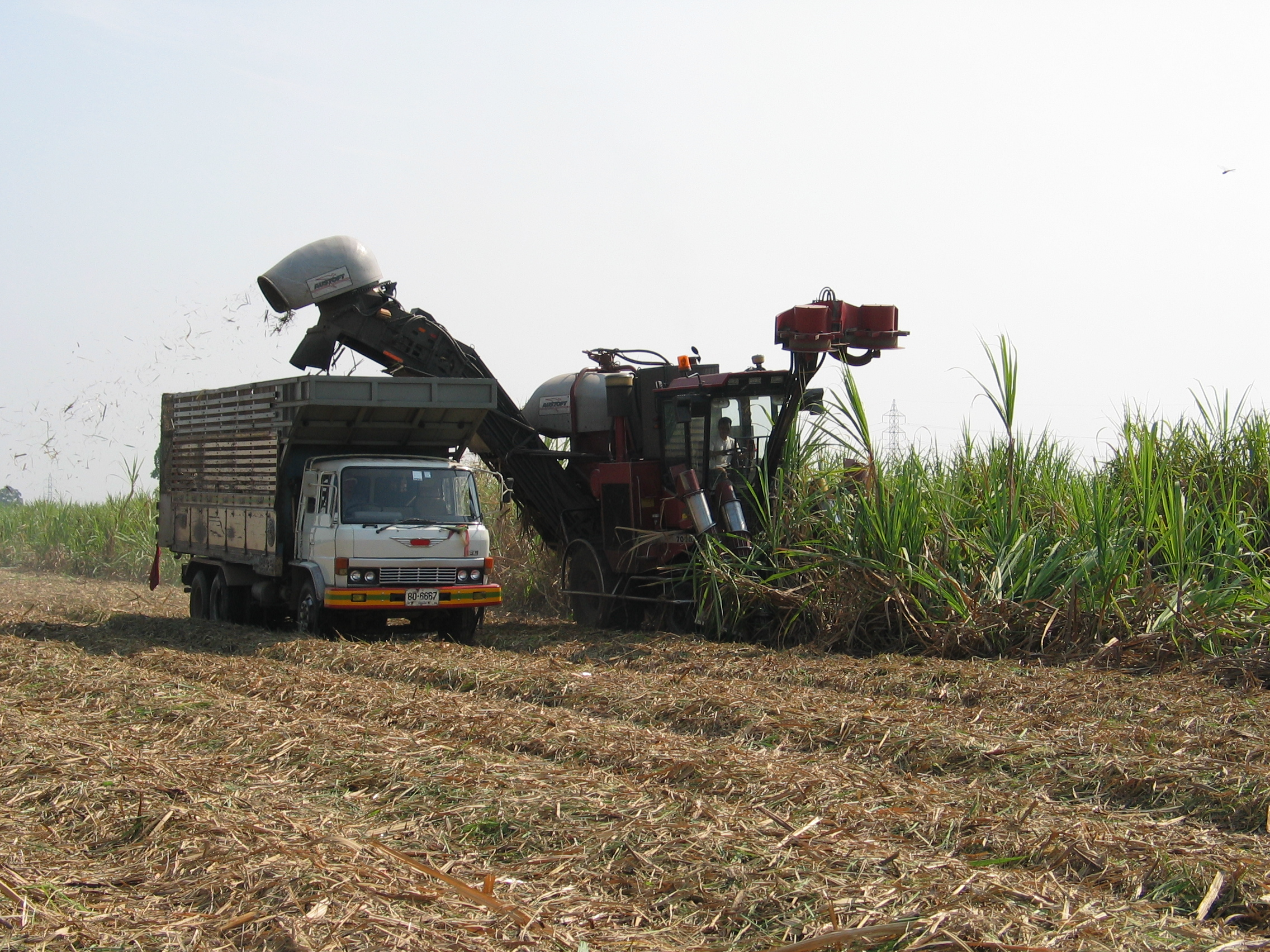
La raccolta meccanizzata presso Khon Kaen in Thailandia.

La coltura della canna da zucchero era molto frequente nei Caraibi nel XVIII secolo, XIX secolo e nel XX secolo e il consumo di zucchero in Europa aumentò sensibilmente in questo periodo. Le piantagioni si sono concentrate in paesi come le Barbados e Cuba grazie alla fertilità del suolo e a dei bassi costi della mano d'opera, possibile solamente grazie all'arrivo di schiavi africani. Queste piantagioni producevano dall'80 al 90 % dello zucchero consumato in Europa occidentale, senza contare, gli altri prodotti connessi come il rum e la melassa che hanno un forte valore commerciale.
Nel XVII secolo, la canna da zucchero fu introdotta nelle Antille britanniche, soprattutto nella Barbados da dei coloni venuti dal Brasile. La produzione passò dalla coltura del cotone del tabacco a quella della canna da zucchero, a causa dell'abbassamento del prezzo del cotone e del tabacco a causa della concorrenza della produzione nordamericana.
Per circa un secolo le Barbados sono rimaste le più ricche colonie europee nella regione dei Caraibi. La prosperità della colonia a livello regionale sono rimaste senza uguali fino al 1740 quando la produzione della canna da zucchero aumentò in paesi geograficamente più grandi come Hispaniola e la Giamaica. Durante il XIX secolo, la canna da zucchero era molto presente in Martinica, a Grenada, a Sainte-Croix, in Giamaica, nelle Barbados, nelle Isole sotto vento, a Santo Domingo, a Cuba e in Guyana.
Dopo l'abolizione della schiavitù nel XIX secolo la produzione della cannza da zucchero è continuata a crescere ma è aumentata la produzione di zucchero da barbabietola da zucchero nei climi temperati.

### Piantagione di indigo
L'Indigofera tinctoria era una coltura importante durante il periodo coloniale negli Stati Uniti, ad Haiti, nel Guatemala e in India. Il prodotto permetteva di colorare in un particolare blu i tessuti.  All'inizio del XX secolo, l'indaco sarà sintetizzato nella BASF che porterà al declino delle colture dell'indigofera.